# تود دونكان
تود دونكان (بالإنجليزية: Todd Duncan)‏ (1 يناير 1977 بالولايات المتحدة - ) هو لاعب كرة قدم أمريكي في مركز الدفاع. لعب مع San Francisco Seals (soccer) ‏.